# Jafar Panahi

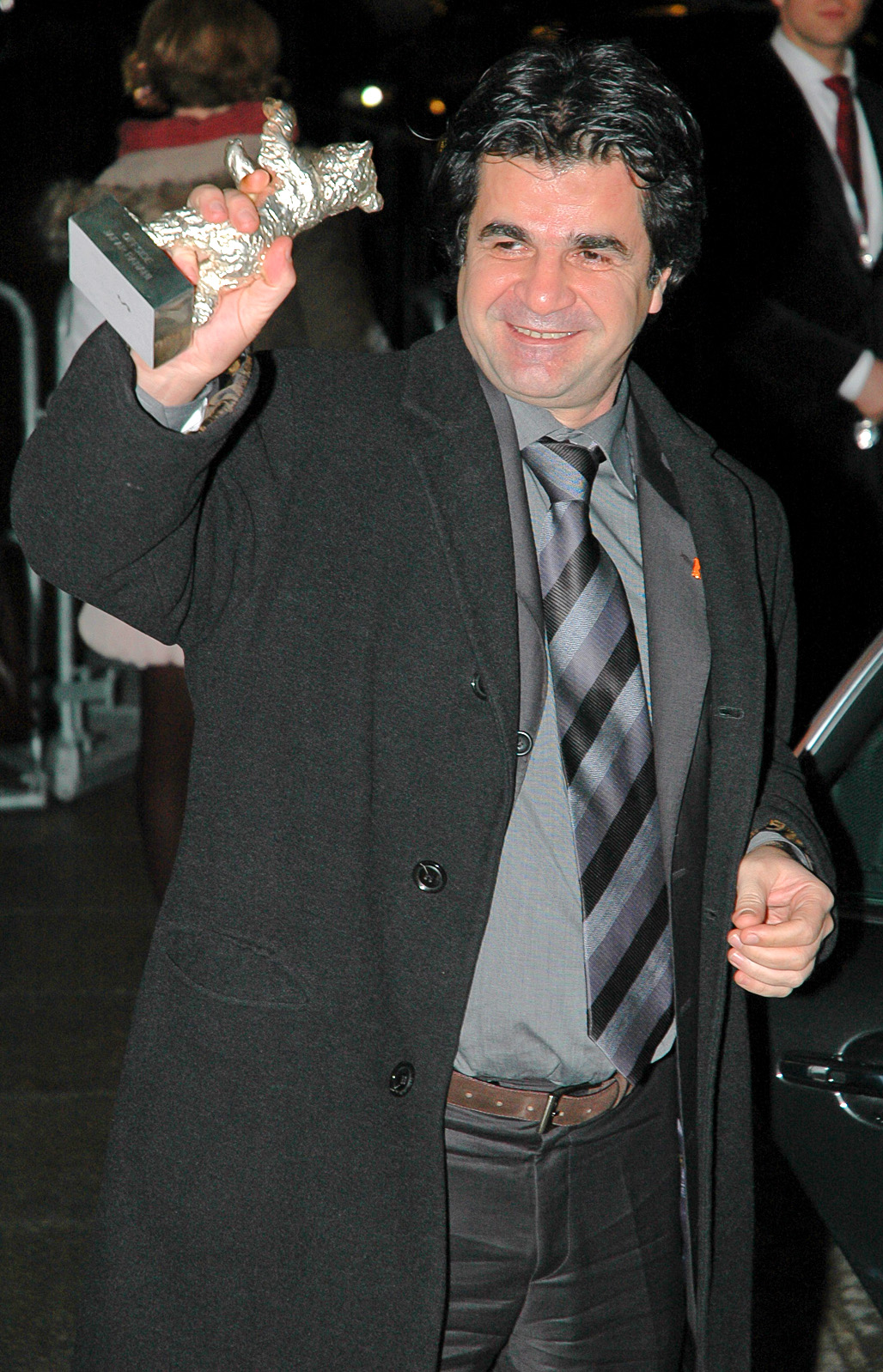
Panahí en el Festival de cine de Berlín, 2006

Jafar Panahí (en persa: جعفر پناهی‎, Mianeh, Irán, 11 de julio de 1960) es un director de cine iraní, uno de los más influyentes de la llamada nueva ola del cine iraní. Su trabajo ha recibido grandes elogios tanto de los teóricos del cine como de los críticos de todo el mundo. 
Es el cuarto director de la historia en ganar los premios principales de los tres festivales más prestigiosos del mundo: la Palma de Oro en el Festival de Cannes, el León de Oro en el Festival Internacional de Cine de Venecia y el Oso de Oro en el Festival de Cine de Berlín.

## Biografía
Jafar Panahí tenía diez años cuando escribió su primer libro, con el que ganó un concurso literario. También a esa edad comenzó a interesarse por el cine rodando películas en 8mm, actuando en una de ellas y ayudando a completar una segunda. Más tarde se dedicó a la fotografía. Durante el servicio militar, que Panahí realizó mientras la guerra Irán-Irak (1980-88), hizo un documental sobre su experiencia en ese conflicto.
Estudió dirección en la Facultad de Cine y Televisión de la Universidad de Teherán. Su carrera profesional la comenzó rodando varias películas para TV; también trabajó como ayudante del director Abbas Kiarostami en la película A través de los olivos (1994). A partir de entonces comenzó a dirigir.

### Películas
El primer largometraje de Jafar Panahí como director fue El globo blanco (1995) que ganó la Cámara de Oro en el Festival de Cine de Cannes. El segundo, El espejo (Ayneh) (1997) fue premiado con el Leopardo de Oro en el Festival Internacional de Cine de Locarno.
Su obra más conocida hasta el momento es El círculo (Dayereh) (2000), en el que criticó la forma en que son tratadas las mujeres en la República Islámica de Irán, mostrando las vejaciones cotidianas a que son sometidas y su falta de libertad. Panahí ganó el León de Oro en el Festival de Cine de Venecia con esta película y el premio de la FIPRESCI de aquel año en el Festival Internacional de cine de San Sebastián. El círculo fue seleccionado también entre los 10 mejores filmes del año 2000 por los críticos en numerosos países. Algunas de sus películas no han sido estrenadas en España o Latinoamérica como Sangre y oro (Talaye sorkh; en inglés: Crimson Gold 2003), que, sin embargo, fue mostrada ese año en la Semana Internacional de Cine de Valladolid donde ganó —ex aequo con Osama, del afgano Siddiq Barnak— la Espiga de Oro;  en el Festival de Cannes consiguió el premio del jurado de la sección Un Certain Regard.
En esa época Panahí fue detenido en el Aeropuerto Internacional John F. Kennedy de Nueva York cuando estaba en tránsito esperando la conexión de su vuelo de Hong Kong a Montevideo para asistir al Festival Cinematográfico Internacional del Uruguay,  al negarse a ser fotografiado y a que le tomaran las huellas digitales por la policía de inmigración. Tras ser esposado y detenido durante varias horas finalmente fue enviado de vuelta a Hong Kong.
Panahí también ha dirigido Offside (2006) en la que cuenta la historia de unas jóvenes que se disfrazan de chicos para poder asistir a un partido de fútbol. La película fue seleccionada para la sección oficial a competición del Festival de cine de Berlín donde consiguió el Oso de Plata.

### Encarcelamiento y liberación
El 30 de julio de 2009, Mojtaba Saminejad, un bloguero y activista por la defensa de los derechos humanos que escribe desde dentro de Irán, dio a conocer la noticia de que Jafar Panahí había sido detenido en el cementerio de Teherán donde había asistido junto a un numeroso grupo de personas para el entierro de Neda Agha-Soltan, la joven iraní asesinada durante las protestas electorales en Irán de 2009, a manos de la milicia Basij (su muerte adquirió gran notoriedad en todo el mundo por haber sido grabada por otros manifestantes y difundida en Internet). Más tarde Panahí fue liberado, pero se le retiró el pasaporte y se le prohibió abandonar el país.
En febrero de 2010, las autoridades islámicas no le permitieron viajar al Festival de Cine de Berlín para participar en unas jornadas sobre el Presente y futuro del cine en Irán. Expectativas dentro y fuera de Irán
El 1 de marzo, Panahí fue detenido de nuevo, esta vez en su casa junto con su mujer Tahereh Saidi, su hija Solmaz Panahí y 15 de sus amigos que fueron llevados a la cárcel de Evin, que queda en el barrio del mismo nombre en el norte de Teherán y que es famosa por sus presos políticos. Muchos de ellos fueron liberados a las 48 horas. Los también cineastas Mohammad Rasoulof y Mehdí Pourmoussa salieron en libertad el 17 de marzo de 2010, pero no Panahí. Su detención fue confirmada por el procurador general de Teherán, Abas Jafari Dolatabadi, que no especificó los cargos contra él, limitándose a asegurar que Panahí no había sido arrestado por ser "un artista o por razones políticas", sino por haber "cometido un delito".
Los directores de cine Ken Loach, los hermanos Dardenne, Jon Jost, Walter Salles, Olivier Assayas, Tony Gatlif, Abbas Kiarostami, Kiomars Pourahmad, Bahram Bayzai, Asghar Farhadi, Nasser Taghvai, Kamran Shirdel y Tahmineh Milani, los actores Brian Cox y Mehdi Hashemi, las actrices Fatemeh Motamed-Aria y Golshifteh Farahani, los críticos de cine Roger Ebert, Amy Taubin, David Denby, Kenneth Turan, David Ansen, Jonathan Rosenbaum y Jean-Michel Frodon, la Federación Europea para las Asociaciones Nacionales de los Directores de la Televisión y del Cine (FERA), la Academia de Cine Europeo, los australianos Asia Pacific Screen Awards, la Network for the Promotion of Asian Cinema, el Festival de Cine de Berlín, el Festival Internacional de Cine de Karlovy Vary, el Festival Internacional de Cine de Róterdam, el festival cinematográfico checo Febiofest, la estadounidense National Society of Film Critics, la canadiense Toronto Film Critics Association y el Consejo Turco de Cine pidieron su liberación, así como los ministros franceses Bernard Kouchner (asuntos exteriores) y Frédéric Mitterrand (Cultura y Comunicación), el ministro alemán de asuntos exteriores Guido Westerwelle, el Gobierno Canadiense, la diputada verde finlandesa Rosa Meriläinen y Human Rights Watch, que condenaron la detención.
Siete días después, un grupo de conocidos productores, directores y actores iraníes visitaron a la familia de Jafar Panahí para mostrarles su apoyo y hacer un llamamiento por su inmediata liberación. El 18 de marzo, se le permitió recibir visitas de su familia y de un abogado. El 14 de abril, el ministro de Cultura iraní dijo que Panahí había sido arrestado porque "estaba haciendo una película contra el régimen en la que se mostraban los acontecimientos posteriores a las elecciones de 2009", pero en una entrevista con la AFP a mediados de marzo, la mujer de Panahí ya había negado esa versión: "La película estaba siendo rodada en el interior de nuestra casa y no tenía nada que ver con el régimen islámico."
En marzo, muchos actores, directores y productores iraníes firmaron una petición pidiendo la inmediata liberación de Jafar Panahí. El 30 de abril un gran número de directores norteamericanos entre los que se encontraban Robert Redford, Martin Scorsese, Steven Spielberg, Robert De Niro, Ethan y Joel Coen, Michael Moore, Jonathan Demme, Jim Jarmusch y Oliver Stone, firmaron una carta insistiendo en la liberación del cineasta iraní. La carta terminaba con estas líneas: “Al igual que los artistas de todo el mundo, también los cineastas iraníes deberían de ser reconocidos y no censurados, reprimidos y encarcelados.” Elegido miembro del Jurado del Festival de Cannes 2010, Panahí no pudo acudir porque seguía encarcelado y su silla se dejó vacía simbólicamente.
El 18 de mayo, periódicos de todo el mundo publicaban fragmentos del mensaje enviado por Panahí desde la cárcel:

Por la presente declaro que he sido objeto de malos tratos en la prisión de Evin.
El sábado 15 de mayo de 2010, los guardias de la prisión entraron de repente en nuestra celda, la número 56, y nos sacaron a mi y a mis compañeros, nos hicieron desnudarnos y nos tuvieron en el frío durante una hora y media.
El domingo por la mañana me llevaron a la sala de interrogatorios y me acusaron de haber filmado el interior de mi celda, lo que es completamente falso. Entonces me amenazaron con encarcelar a toda mi familia en Evin y maltratar a mi hija en una prisión poco segura de la ciudad de Rejayi Shahr.
No he comido ni he bebido nada desde el domingo por la mañana, y declaro que si mis deseos no son respetados voy a seguir absteniéndome de beber y comer. No quiero ser una rata en un laboratorio. Víctima de sus enfermizos juegos, amenazado y torturado psicológicamente.
Mis exigencias son:
-Tener la posibilidad de contactar y ver a mi familia, así como tener la completa seguridad de que están a salvo.
-El derecho a tener y comunicarme con un abogado, pues ya he pasado 77 días en prisión.
-La libertad incondicional hasta mi juicio y el veredicto final.
Por último, juro por lo que creo que es el cine que no voy a dejar mi huelga de hambre hasta que mis deseos sean satisfechos.
Mi último deseo es que mis restos sean devueltos a mi familia, para que puedan enterrarme en el lugar que elijan.

Después de 10 días de huelga de hambre y gracias a la movilización internacional en favor de su liberación —varias organizaciones como Amnistía Internacional o la International Campaign for Human Righhts in Iran organizaron la recogida de firmas en apoyo del cineasta—, el 25 de mayo, Panahí salió de la cárcel bajo fianza de 2000 millones de riales, equivalente entonces a unos 150 000 €. Panahí estuvo 88 días tras las rejas.
Sin embargo, el 20 de diciembre de 2010 fue condenado a 6 años de cárcel y 20 de inhabilitación para hacer cine, viajar al extranjero o conceder entrevistas. Panahí apeló la sentencia, pero en octubre de 2011 un tribunal de Teherán confirmó la pena que le habían dado. El delito que se le imputa es "actuar contra la seguridad nacional y hacer propaganda contra el estado". Farideh Gheyrat, la abogada del cineasta, anunció de inmediato que recurrirá al Tribunal Supremio "en cuanto reciba la confirmación oficial de la condena".
En julio de 2022, se comunicó su ingreso en prisión para cumplir una condena de seis años, por conspirar contra el gobierno. Se lo acusaba, en concreto, de “colusión contra la seguridad nacional y por propaganda contra el sistema”.
El 1 de febrero de 2023, Panahi inició una huelga de hambre para protestar por las condiciones de su detención en la prisión de Evin. Fue puesto en libertad bajo fianza el 3 de febrero de 2023. A finales de abril de 2023, pudo salir de Irán por primera vez en casi 14 años para visitar a su hija en Francia, después de que las autoridades le expidieran un pasaporte.
En 2025, regresó a Cannes para presentar su nueva película, un comprometido thriller dramático titulado Un simple accidente. La película fue galardonada con la Palma de Oro por el jurado presidido por Juliette Binoche.

## Estilo
El estilo de Panahí es a menudo descrito como una forma iraní del neorrealismo. Jake Wilson describe sus películas como conectadas por un "conflicto entre la inmediatez del documental y una serie de normas estrictas con parámetros formales y muy definidos" junto a una "ira abiertamente expresada a las restricciones impuestas en la sociedad iraní". Su película Offside tiene tal relación con la realidad inmediata, que fue rodada en el mismo momento en que se estaban produciendo los hechos que han sido dramatizados: el encuentro entre Irán y Baréin en la final por la Copa Mundial de Fútbol en 2006.
Panahí difiere de su compañero y maestro, el director realista Abbás Kiarostamí, en lo explícito de su crítica social. Stephen Teo escribió que "las películas de Panahí redefinen los temas humanitarios del cine iraní contemporáneo, especialmente y en primer lugar por tratar los problemas que sufren las mujeres en Irán en la actualidad, y en segundo lugar por representar personajes humanos que no son personas concretas y específicas, sino más bien figuras que, sin embargo, son personajes que permanecen llenos de vida, atrapando la atención del espectador y agarrando sus sentidos. Al igual que los mejores directores iraníes que han sido reconocidos en el mundo entero, Panahí evoca el humanitarismo de una manera poco sentimental, a la manera realista, sin que sea necesariamente primordial el mensaje social o político. En esencia, esto es lo que ha definido la peculiar estética del cine iraní. Su sensibilidad tiene tanta fuerza que la única manera que tenemos de contemplar al cine iraní es la de equipararlo con el concepto universal del humanitarismo." Alguna de sus películas, como El círculo, ha sido calificada como "un prodigio narrativo".
Panahi explica que su estilo puede ser descrito como "acontecimientos humanitarios interpretados de una forma poética y artística". También dice: "En un mundo en el que las películas están hechas con millones de dólares, nosotros hemos hecho una película sobre una niña que quiere comprar un pez por menos de un dólar. Esto es lo que estamos intentado mostrar en el El globo blanco."
En una entrevista con Anthony Kaufman, Panahí señaló: "Yo era muy consciente de no intentar jugar con las emociones de la gente. No tratamos de hacer secuencias que les hicieran llorar a borbotones. Queríamos involucrar la parte intelectual de la gente, pero con ayuda del aspecto emocional y que resultara una combinación de las dos."

## Filmografía
- The Wounded Heads (Yarali Bashlar, 1988)
- Kish (1991)
- The Friend (Dust, 1992)
- The Last Exam (Ajarín emtehán, 1992)
- El globo blanco (Badkonak-e Sefid, 1995)
- Ardekoul (1997)
- El espejo (Ayné, 1997)
- El círculo (Dayeré, 2000)
- Crimson Gold (Talaye Sorj, 2003)
- Offside  (2006)
- Esto no es una película (2011) —codirigida con Mochtabá Mirtahmasp—.
- Pardé (Closed curtain 2013) —codirigida con Kambuziá Partoví—.
- Taxi Teherán (2015)
- Tres caras (Teherán, 2018)
- Un simple accidente (2025)

## Premios y distinciones
Festival de Cannes
| Año  | Categoría                           | Película            | Resultado |
| ---- | ----------------------------------- | ------------------- | --------- |
| 1995 | Caméra d'Or                         | El globo blanco     | Ganador   |
| 2003 | Premio del jurado Un Certain Regard | Talaye sorkh        | Ganador   |
| 2018 | Mejor guion                         | 3 Faces             | Ganador   |
| 2025 | Palma de Oro                        | Un simple accidente | Ganador   |

Festival Internacional de Cine de Venecia
| Año  | Categoría                      | Película   | Resultado |
| ---- | ------------------------------ | ---------- | --------- |
| 2000 | Leon de Oro                    | El círculo | Ganador   |
| 2000 | Premio FIPRESCI-Mejor película | El círculo | Ganador   |
| 2000 | Premio OCIC-Mención especial   | El círculo | Ganador   |
| 2000 | Premio UNICEF                  | El círculo | Ganador   |
| 2000 | Premio Sergio Trasatti         | El círculo | Ganador   |

Festival Internacional de Cine de San Sebastián
| Año  | Categoría            | Película | Resultado |
| ---- | -------------------- | -------- | --------- |
| 2001 | Gran Premio FIPRESCI | Dayereh  | Ganador   |

- HIVOS Cinema Unlimited Award 2007, a toda una carrera
- Pudú, Festival Internacional de Cine de Valdivia 2007, a toda una carrera
- Oso de plata, Festival de Berlín 2006
- Leopardo de oro, Festival Internacional de Cine de Locarno 1997

## Festivales de cine
Panahí ha sido miembro del jurado en numerosos festivales internacionales de cine:
- Presidente del Jurado del Festival Internacional de Cine de Montreal (2009)
- President del Jurado del Festival Internacional de Cine de Róterdam (2008)
- Presidente del Jurado del International Film Festival of Kerala (2007)
- International Eurasia Film Festival (2007)
- Festival Internacional de Cine de Karlovy Vary (2001)